# Rayark
Rayark（レイアーク、繁 : 雷亞遊戲）は、主にソーシャルゲームの開発・発売を行う台湾の企業。2011年9月設立。

## 概要
游名揚（ユウ・ミンヤン もしくは ヨウ・ミンヤン）らを共同設立者とし、2011年9月に起業。当初の社員数は6人であった。なお、游は2008年に前身となるサークル「HYPAA」を同級生2人と結成しており、アーケード向け音楽ゲームを既に2作品作っていた。
2012年に初のオリジナル作品となる音楽ゲーム『Cytus』をiOS・Android向けに発売。その後も様々な自社開発作品を発売している。
Rayark作品の特徴として、ゲームを補完するストーリーや世界観が存在することが挙げられる。こうした世界観は游の構想に基づいている。

## 作品
- 2012年1月 - Cytus（iOS・Android）
  - 処女作となる音楽ゲーム。詳細は当該記事を参照。
- 2012年11月 - Mandora（iOS・Android）
  - モグラ叩きのようなゲーム。iOS版は無料。地面から生えるキャラクター「Mandora」たちを引き抜き、制限時間内に得点を重ねていく。通常のモグラ叩きと異なり、しばらく待ってから引き抜くと得点が増えたり、逆に待ちすぎると得点が減ったりする。
- 2013年6月 - Cytus Lambda（PlayStation Vita）
  - CytusのPlayStation Vita版。Cytusでは当初有料だったチャプターがすでに開いているなど、Cytusとはやや仕様が異なる。「PlayStation Award 2013 特別賞」受賞。
- 2013年11月 - DEEMO（iOS・Android・auスマートパス・Amazon）
  - ピアノ演奏を題材とした音楽ゲーム。2017年9月21日にはNintendo Switch版がフライハイワークスより発売。詳細は当該記事を参照。
- 2015年4月 - インプロージョン（iOS・Android）
  - Rayark初のアクションRPG。2017年7月6日にはNintendo Switch版がフライハイワークスより「IMPLOSION」のタイトルで発売。詳細は当該記事を参照。
- 2015年6月24日 - DEEMO〜ラスト・リサイタル〜（PlayStation Vita）
  - DEEMOのPlayStation Vita版。DEEMOの中で描かれた話の後日談などが収録されるなどの追加要素がある。詳細は当該記事を参照。
- 2016年5月26日 - VOEZ（iOS・Android）
  - 3作目となる音楽ゲーム。2017年3月3日にはNintendo Switch版がフライハイワークスより発売。詳細は当該記事を参照。
- 2018年1月18日 - Cytus II（iOS・Android）
  - Cytusの正式な続編。音楽ゲームとしては4作目。詳細は当該記事を参照。
- 2018年4月19日 - Sdorica（iOS・Android）
  - Rayark初のRPG。戦闘シーンでパズルゲームのようなシステムを取り入れている。仲間をガチャ課金で追加する要素もある。
  - 2015年12月5日に開催されたイベント「Rayark Con 2015」の中で、2016年にApp Store/Google Playでリリースすると発表[6]。しかしその後発売予定が延期され、2017年10月29日開催のイベント「RayarkCon 2017 PREPARTY IN TOKYO」の中で、2018年春までにサービス開始とアナウンスされた[7]。
- 2019年4月25日 - Cytus α（Nintendo Switch）
  - フライハイワークスより発売。Cytusをベースに、開発中止となったアーケードゲーム『Cytus Ω』の内容を追加している。
- 2019年10月25日 - MO:Astray（PC - Steam）
  - Archpray開発の横スクロールアクションゲーム。Rayarkが監修と発売元を担当[8]。
- 2019年11月21日 - DEEMO -Reborn-（PlayStation 4・PC - Steam）
  - UNTIESより発売。DEEMOの3Dリメイク版。2020年12月17日にはNintendo Switch版がRayarkより発売。
- 2020年8月26日 - Soul of Eden（iOS・Android）
  - Rayark初となる対戦ゲーム。リアルタイムストラテジーとデッキ編成の要素が組み合わさった内容[9]。
  - 2016年1月の時点では2016年夏配信予定とされていたが、それからしばらく情報が途絶え、2017年12月9日開催のイベント「RayarkCon 2017」の中でリリース時期を2018年前半と発表した[10]。
- 2020年11月24日 - カオスアカデミー（iOS・Android）
  - 世界各地の神話や悪魔を題材としたカードバトルゲーム。RayarkとDragonest Gameの共同開発[11]。2022年6月にサービス終了[12]。
- 2022年1月13日 - DEEMO II（iOS・Android）
  - DEEMOのシリーズ作品。2019年12月21日配信のRayark公式ウェブ番組の中で発表された[13]。
- 発売日未定 - マンドラ伝説
  - Mandoraのシリーズ作品。2020年9月12日配信のRayark公式Web番組「Rayark BUFF」の中で発表された[14]。